# Нікола Шубич-Зринський
Міклош Зріньї (угор. Zrínyi Miklós) або Нікола Зринський (хорв. Nikola Šubić Zrinski, хорватська вимова: [nǐkɔla ʃûbitɕ zrîːɲskiː]); нар. 1508, Зрин, Сісацько-Мославінська жупанія, Хорватія — пом. 8 вересня 1566, Сігетвар, Бараня, Угорщина) — хорватсько-угорський граф, полководець імператора Фердинанда I, бан Хорватії з 1542 по 1556 рр., королівський майстер скарбниці з 1557 до 1566 рр., нащадок знатних родин Зринських і Куряковичів. За життя Зринські стали наймогутнішим дворянським сімейством Королівства Хорватія.
Зринський став відомим у всій Європі своєю причетністю до облоги Сігетвара (1566), під час якої він героїчно загинув, зупиняючи просування армії Османської імперії на чолі з султаном Сулейманом I до Відня. Важливість битви оцінювалась сучасниками настільки високо, що французький державний діяч кардинал Рішельє описав її як «битву, яка врятувала цивілізацію». Зринського вважали зразком для наслідування вірного і жертовного воїна, християнського героя, а також національного героя і в Хорватії, і в Угорщині, і його часто зображують у художніх роботах.

## Життєпис
Міклош Зріньї народився в 1508 році. Походив з давнього слов'янського роду Шубичів (Šubić), верхньохорватська гілка якого з XIV століття іменувалася графами Зринськими.

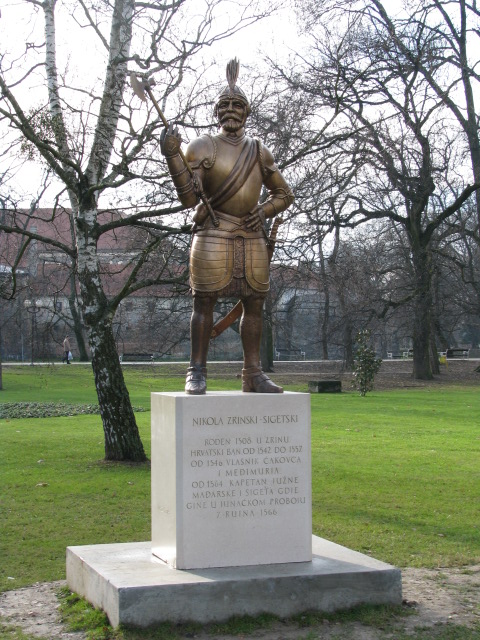
Статуя Міклоша Зріньї в Парку Зринських у Чаковці

З 1542 року бан Хорватії та Славонії, Нікола Зринський у 1563 році був призначений головнокомандуючим військами на правому березі Дунаю і комендантом Сігетвара. 6 серпня 1566 року султан Сулейман Пишний з'явився з численним військом під стінами цієї фортеці, в якій засів Зріньї із 2,5-тисячною залогою.
19 серпня Нікола Шубич-Зринський змушений був залишити місто, яке турки спалили. З рештками свого загону, в числі 800 осіб, замкнувся в цитаделі. З 26 серпня до 1 вересня турки щодня по кілька разів штурмували цитадель, але безуспішно. Марно схиляв султан Зріньї до капітуляції, пропонуючи йому намісництво над усією Іллірією та спадкове володіння Боснією, марно погрожував йому стратою його єдиного сина Георга, який ніби потрапив у полон до турків.
Коли 7 вересня полум'я охопило верх цитаделі, Зріньї на чолі своїх 600 воїнів кинувся проти великого числа турків і скоро впав, уражений трьома кулями.
Героїчний захист Сігету послужила сюжетом для багатьох драматичних і музичних творів, наприклад, опери «Нікола Шубич Зринський» Івана Зайца, вперше поставленої в Загребі в 1876 оці.
Правнук Зріньї, також Міклош (Нікола) (1620—1664), з 1647 року бан Хорватії, здобув кілька перемог над турками. Шанувальник наук і сам поет, він залишив (угорською мовою) ідилії, пісні та епос «Obsidio Szigétiana», що оспівує подвиги його пращура. Зібрання його віршів видане в 1651 році у Відні, а прозові твори в 1817 році (Пешт); розкішне видання повного зібрання його творів вийшло в Пешті в 1852 році Рід Зринських припинився в 1703 році.

## Увічнення пам'яті
- Парк угорсько-турецької дружби
- Площа Ніколи Зринського